# 光村利弘
光村 利弘（みつむら としひろ、1901年-1943年）は、日本の写真家である。ピクトリアリスム（芸術写真）、新興写真の分野で活躍。撮影対象としては、ピクトリアリスムでも、風景写真よりも、静物写真を得意とした。

## 人物・来歴
資料がなく、経歴の詳細は不明。
淵上白陽が主宰した「日本光画芸術協会」解散の後を受ける形で山本牧彦を中心に1928年に結成された「日本光画協会」に参加。
木村専一、堀野正雄、渡辺義雄、伊達良雄（1907年-1946年）、古川成俊（1900年-1996年）らとともに、新興写真研究会（1930年結成）のメンバーであった。その会誌でもある雑誌『新興写真研究』の第2号および第3号には、光村利弘の写真作品が掲載されている。（下記参考文献（金子隆一による文献）参照）
「フォトタイムス」（オリエンタル写真工業）、「カメラ」（アルス）にも記事を執筆した。

## 写真集・著書
- 静物写真の写し方（玄光社、1936年3月11日印刷、1936年3月15日発行）
  - 主要目次
    - 静物画の沿革、写真画としての静物、静物画の面白味と利点、静物写真の種類、画材の選択、画材の組合せ、画材の配置、構図（コンポジション）に就いて、静物作画に於ける背景、採光のこと、特別な技巧を必要とする撮影、静物写真用カメラとレンズ、静物作画に用いられる特別な技法、静物の夜間撮影、静物撮影における露出の注意、ハイ・キー及びロー・キー、附録

  - 図版：口絵全24図、挿絵（写真）全48図（すべて光村利弘本人の作品）